# Mark Edusei
Mark Edusei (Kumasi, 29 de setembro de 1976) é um ex-futebolista ganês que atuava como meio-campista.

## Carreira em clubes
Iniciou a carreira no King Faisal Babes, em 1994, sendo esta a única equipe que defendeu em seu país natal.
Em 1995, jogou em dois times diferentes (Al-Ahli Jeddah e Hapoel Petah Tikva), sem muito destaque. No ano seguinte, assinou com o Lecce, que decidiu cedê-lo para a União de Leiria por duas vezes.
Entre 2000 e 2001, Edusei jogou pelo time suíço do Bellinzona, também não obteve êxito nesta passagem. Dispensado do Lecce em 2000, passou ainda por Cosenza, Sampdoria,
Piacenza, Torino (por empréstimo), Catania, AS Bari e AlbinoLeffe (não chegou a jogar), antes de deixar a Itália.
Ao final da temporada 2008-09, Edusei retornou ao Bellinzona, em contrato de um ano, com opção de renovação por mais uma temporada. Fora dos planos do time suíço para a temporada 2011-12, Edusei acabou dispensado e, sem perspectivas de encontrar um novo time para seguir jogando, anunciou o final de sua carreira aos 34 anos.

## Seleção
Edusei defendeu a Seleção de Gana entre 1999 e 2004, disputando dez partidas, sem marcar gols. Participou de uma edição da Copa das Nações Africanas, em 2000.
Era nome certo para a CAN 2002, mas acabou sendo preterido por Fred Osam Duodu na lista de convocados.